# Anton Mündler

Anton Mündler

Anton Mündler (* 5. Juni 1896 in Neuburg an der Donau; † 28. April 1945 in Augsburg) war ein deutscher Justizbeamter und nationalsozialistischer Politiker.

## Leben
Nach dem Besuch der Volks- und Realschule in seiner Heimatstadt war Mündler Anwärter für den mittleren Justizdienst (Gerichtsschreiber). Im Ersten Weltkrieg diente er bei der bayerischen Feldartillerie, wurde 1917 in Flandern verwundet und war danach nicht mehr kriegsverwendungsfähig. Im November 1918 als Unteroffizier aus der Armee entlassen, beteiligte sich Mündler an der Niederschlagung der Münchner Räterepublik. Danach bestand er 1920 die Prüfung für den mittleren Justizdienst und war als Gerichtsbeamter bis Ende September 1933 beschäftigt, zuletzt als Justizobersekretär.
Mündler wurde 1923 Mitglied der NSDAP, der er nach dem Parteiverbot Anfang April 1925 wieder beitrat (Mitgliedsnummer 1.592). In Neuburg an der Donau zunächst bis 1928 Propagandaleiter und Ortsgruppenleiter, war er danach bis 1938 Bezirks- beziehungsweise Kreisleiter Neuburg an der Donau für die Partei. Er war Gauredner und von 1931 bis 1942 Gauinspekteur im Gau Schwaben. Im Jahr 1932 rückte Mündler für den am 12. Oktober 1932 bei einem Motorradunfall tödlich verunglückten Hans Weber in den Bayerischen Landtag nach und gehörte diesem auch noch in der folgenden, bereits gleichgeschalteten Wahlperiode an. Danach wurde er am 1. Oktober 1933 in Nachfolge für den aus dem Amt verdrängten Karl Mayer 1. Bürgermeister von Neuburg an der Donau und hatte dieses Amt bis zu seinem Tod inne. Im November 1933 zog Mündler in den nationalsozialistischen Reichstag ein.
Mitte September 1942 wurde er Stellvertreter des Gauleiters Karl Wahl für den NS-Gau Schwaben. Innerhalb der SS stieg er im Juni 1944 bis zum SS-Standartenführer auf (SS-Nummer 351.376). Er beging am 28. April 1945 in Augsburg Suizid, als ein US-amerikanischer Stoßtrupp die Augsburger Kommandozentrale im Riedingerbunker stürmte und damit Augsburg an die Amerikaner fiel.